# Градоначальники Йошкар-Олы

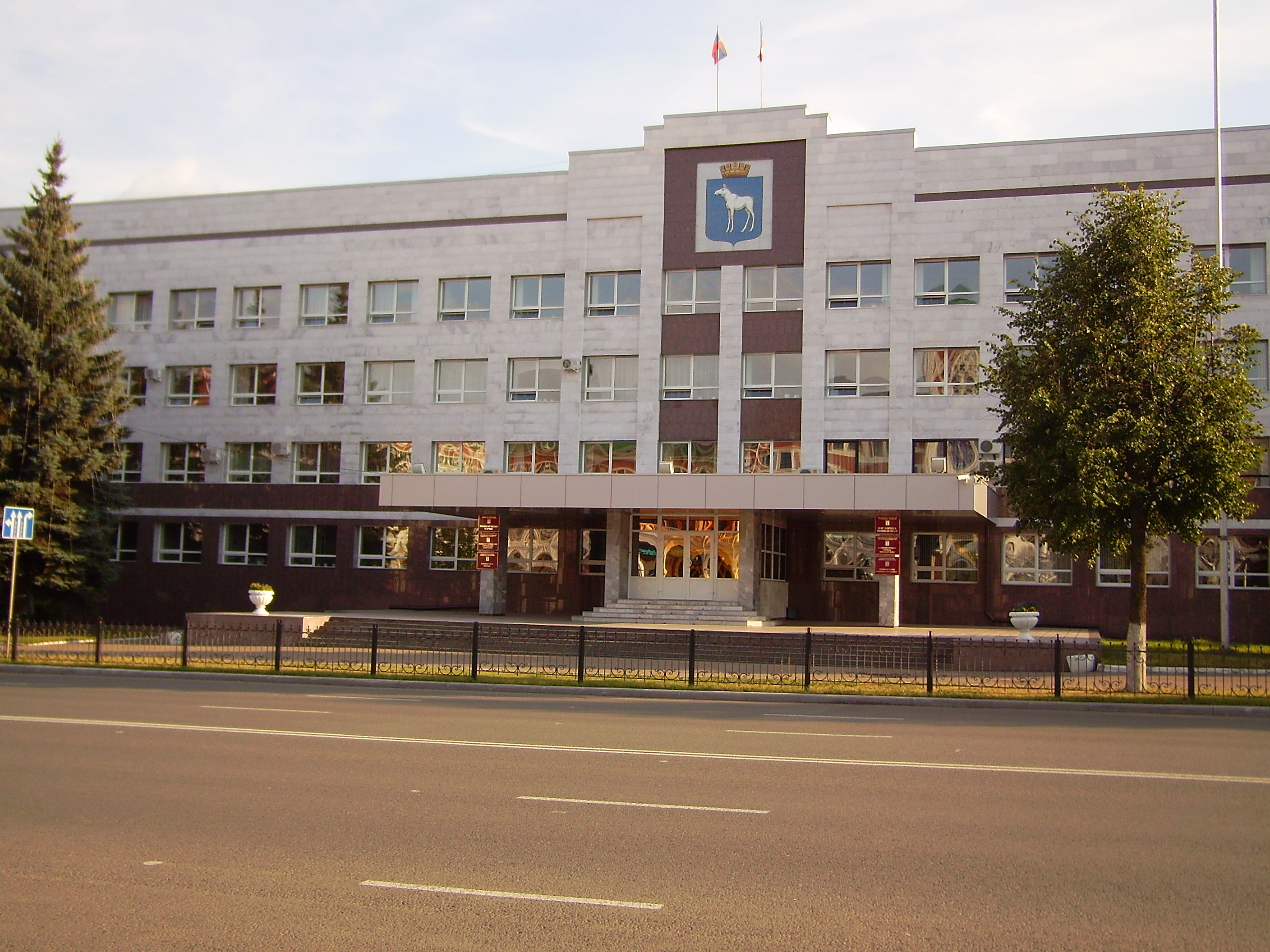
Здание администрации Йошкар-Олы

Глава городского округа «Город Йошкар-Ола» (глава муниципального образования «Город Йошкар-Ола») — высшее должностное лицо, возглавляющее деятельность по осуществлению местного самоуправления на территории городского округа «Город Йошкар-Ола» и наделённое собственными полномочиями по решению вопросов местного значения. В соответствии с уставом города глава Йошкар-Олы является председателем представительного органа — Собрания депутатов.
Глава администрации городского округа (мэр города Йошкар-Олы) — высшее должностное лицо администрации городского округа «Город Йошкар-Ола» — исполнительно-распорядительного органа местного самоуправления городского округа «Город Йошкар-Ола».

## Советский период
С образованием Марийской автономной области в ноябре 1920 года Краснококшайск был определён административным центром новой административно-территориальной единицы. В 1925 году с принятием Положения о городских Советах — высших органах власти в городах — началась работа по созданию Краснококшайского городского совета. 27 августа 1926 года городской совет был создан, его первым председателем был избран Иванов Фёдор Павлович.
В соответствии с Конституцией СССР, принятой 5 декабря 1936 года, Советы стали именоваться Советами депутатов трудящихся.
С принятием в 1977 году новой Конституции СССР выборы депутатов в городской Совет стали проводить один раз в два с половиной года.

### Список председателей городского совета
| Изображение | Фамилия, имя отчество            | Годы жизни  | Должность                                | Период руководства                |
| ----------- | -------------------------------- | ----------- | ---------------------------------------- | --------------------------------- |
|             | Иванов, Фёдор Павлович           | 1891—1938   | Председатель Краснококшайского горсовета | 27 августа 1926 — 17 февраля 1927 |
|             | Бутенин, Николай Фёдорович       | 1884—1938   | Председатель Краснококшайского горсовета | 17 февраля 1927 — 1928            |
|             | Шереметева, Екатерина Игнатьевна | 1899—1976   | Председатель Йошкар-Олинского горсовета  | 1928—1929                         |
|             | Кудрявцев, Фёдор Яковлевич       | 1905—1961   | Председатель Йошкар-Олинского горсовета  | 1932                              |
|             | Пирогов, Николай Ипатьевич       | 1905—1944   | Председатель Йошкар-Олинского горсовета  | 1935—1937                         |
|             | Румянцев, Михаил Михайлович      | 1905—1972   | Председатель Йошкар-Олинского горсовета  | 1937—1938                         |
|             | Фуфыгин, Пётр Михайлович         | 1900—1980   | Председатель Йошкар-Олинского горсовета  | 1938—1939                         |
|             | Фокеев, Иван Степанович          | 1901—1948   | Председатель Йошкар-Олинского горсовета  | 1939—1941, 1945—1948              |
|             | Швалёв, Василий Андреевич        | 1903—1970   | Председатель Йошкар-Олинского горсовета  | 1941—1942                         |
|             | Остроумов, Сергей Игнатьевич     | 1908—1975   | Председатель Йошкар-Олинского горсовета  | 1942—1943                         |
|             | Шабарин, Евлампий Алексеевич     | 1904—1989   | Председатель Йошкар-Олинского горсовета  | 1943—1945                         |
|             | Горбунов, Сергей Иванович        | 1915—1991   | Председатель Йошкар-Олинского горсовета  | 1948—1953                         |
|             | Макаров, Василий Алексеевич      | 1903—1966   | Председатель Йошкар-Олинского горсовета  | 1953—1956                         |
|             | Самсонов, Павел Алексеевич       | 1909—1988   | Председатель Йошкар-Олинского горсовета  | 1956—1965                         |
|             | Милютин, Александр Александрович | 1927—2004   | Председатель Йошкар-Олинского горсовета  | 1965—1968                         |
|             | Зотов, Евгений Иванович          | 1925—2018   | Председатель Йошкар-Олинского горсовета  | ноябрь 1968 — июль 1981           |
|             | Смирнов, Анатолий Алексеевич     | 1941—2022   | Председатель Йошкар-Олинского горсовета  | 1981—1987                         |
|             | Минаков, Юрий Александрович      | род. в 1946 | Председатель Йошкар-Олинского горсовета  | 1987—1990                         |
|             | Самусев, Михаил Данилович        | 1928—2019   | Председатель Йошкар-Олинского горсовета  | март 1990 — ноябрь 1993           |

## Постсоветский период
В конце 1991 года в соответствии с законом Марийской ССР «О местном самоуправлении в Марийской ССР» и решением исполкома Йошкар-Олинского горсовета народных депутатов № 1445 от 30.12.1991 горсовет прекратил свою деятельность.
11 апреля 1997 года городское собрание депутатов приняло устав города. В нём была закреплена выборная должность главы самоуправления города — высшего должностного лица, возглавлявшего одновременно и представительный и исполнительный органы власти. Председателем городского Собрания и одновременно главой администрации города был избран Козлов Вениамин Васильевич.
Должности главы самоуправления города (мэра) и председателя городского собрания были разделены в июле 2000 года внесением изменений в устав города.
В результате изменения устава города 24 июня 2004 года поменялся порядок назначения главы муниципального образования и главы администрации города: первый стал избираться из числа депутатов и одновременно являлся председателем городского собрания, второй назначается городским собранием на конкурсной основе и работает по контракту.

### Список глав администрации (мэров) Йошкар-Олы
Собрание депутатов наделено правом утверждать порядок проведения конкурса на замещение должности главы администрации городского округа (мэра города), утверждать условия контракта с ним в части, касающейся осуществления полномочий по решению вопросов местного значения, назначать на должность главы администрации городского округа по итогам конкурса, а также принять решение о его отставке по собственному желанию.
| Изображение                     | Фамилия, имя отчество         | Годы жизни | Должность                                                               | Период руководства                |
| ------------------------------- | ----------------------------- | ---------- | ----------------------------------------------------------------------- | --------------------------------- |
|                                 | Козлов, Вениамин Васильевич   | род. 1950  | Председатель городского исполкома, позднее — глава администрации города | 29 декабря 1991 — 27 декабря 2000 |
|                                 | Тарков, Владимир Васильевич   | род. 1940  | Глава администрации города                                              | 27 декабря 2000 — 24 декабря 2004 |
|                                 | Войнов, Олег Павлович         | 1949—2016  | Врио главы администрации города                                         | 24 декабря 2004 — 8 февраля 2005  |
| Глава администрации города      | Войнов, Олег Павлович         | 1949—2016  | 8 февраля 2005 — 3 октября 2014                                         |                                   |
| Врио главы администрации города | Войнов, Олег Павлович         | 1949—2016  | 3 октября 2014 — 31 октября 2014                                        |                                   |
|                                 | Плотников, Павел Вячеславович | род. 1977  | Глава администрации города                                              | 31 октября 2014 — 25 ноября 2015  |
|                                 | Маслов, Евгений Васильевич    | род. 1979  | Врио главы администрации города                                         | 25 ноября 2015 — 28 декабря 2015  |
| Глава администрации города      | Маслов, Евгений Васильевич    | род. 1979  | 28 декабря 2015 — 17 июня 2024                                          |                                   |
|                                 | Трудинов, Антон Аркадьевич    | род. 1979  | Врио главы администрации города                                         | с 17 июня 2024                    |

### Список глав городского округа «Город Йошкар-Ола» — председателей городского собрания
Глава городского округа избирается городским собранием депутатов на срок полномочий собрания на его первом заседании..
Глава городского округа подконтролен и подотчётен населению и городскому собранию.
| Изображение | Фамилия, имя отчество           | Годы жизни | Должность                        | Период руководства                |
| ----------- | ------------------------------- | ---------- | -------------------------------- | --------------------------------- |
|             | Козлов, Вениамин Васильевич     | род. 1950  | Председатель городского собрания | 28 декабря 1993 — 27 декабря 2000 |
|             | Васильев, Геннадий Валентинович | род. 1955  | Председатель городского собрания | 27 декабря 2000 — 29 декабря 2004 |
|             | Ожиганов, Леонид Фёдорович      | род. 1951  | Глава городского округа          | 29 декабря 2004 — 29 октября 2009 |
|             | Гаранин, Леонид Ананьевич       | род. 1947  | Глава городского округа          | 29 октября 2009 — 3 октября 2014  |
|             | Принцев, Александр Николаевич   | род. 1959  | Глава городского округа          | 3 октября 2014 — 26 сентября 2019 |
|             | Кузнецов, Виктор Михайлович     | род. 1951  | Глава городского округа          | 26 сентября 2019 — 2 октября 2024 |
|             | Покровский, Лев Константинович  | род. 1986  | Глава городского округа          | 2 октября 2024 — н. в.            |